# Пааттинен
Па́аттинен (фин. Paattinen, швед. Patis) — один из районов города Турку, входящий в территориальный округ Маариа-Пааттинен.

## Географическое положение
Район является самым северным в составе Турку, гранича с Яакярля, Юли-Маариа и Мойсио.

## История
В 1937 году Пааттинен получил статус общины («кунты»), а с 1973 года вошёл в состав Турку.